# ILO-Motorenwerke
La ILO-Motorenwerke è stata un'azienda tedesca conosciuta in particolar modo per la produzione di motori a due tempi, attiva dal 1911 al 1990.
Il nome ILO proviene dall'esperanto e vuol dire utensile; vi sono due modi di scrivere la parola: ILO e JLO. La variante JLO fu usata per il logo ma venne usata anche l'altra variante tutta maiuscola.

## Fondazione e prima guerra mondiale

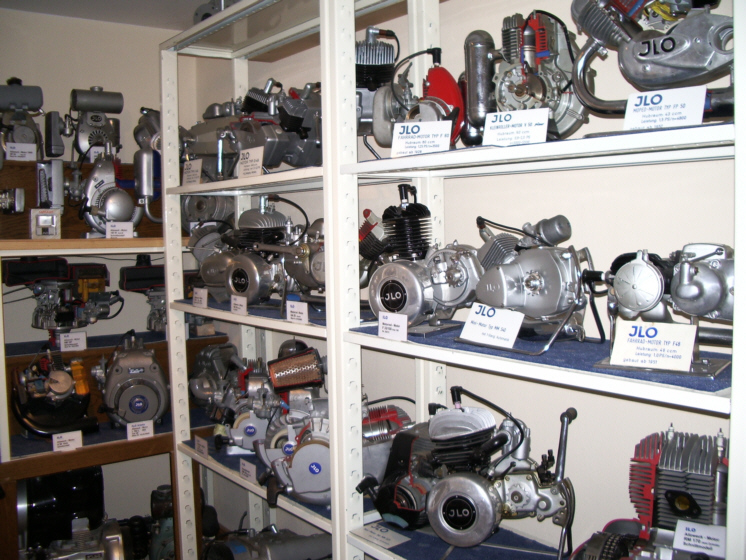
Raccolta di motori JLO

Fu fondata nel 1911 a Altona. Il luogo fu comprato dal fondatore Heinrich Christiansen dopo un fallimento di una fabbrica di macchine. Nella Norddeutsche Maschinenfabrik GmbH furono occupati circa 25 collaboratori. Le macchine realizzate furono per la costruzione di ferrovie e ponti delle Preußischen Staatseisenbahnen. Due anni dopo la sede storica risultava già troppo piccola, così Christiansen comprò un terreno presso la stazione di Pinneberg. Fu eretto un fabbricato di piccole dimensioni, con all'interno gli uffici. Mentre vi era il primo conflitto mondiale fu sviluppata una rincalzatrice ferroviaria, utensile atto alla compressione tra traversine e pietrisco. Nel 1918 fu sviluppato un motore a due tempi, per usi diversi. Questo fu il primo motore ILO.

## Utilizzatori
- Hoffmann